# Округ Џаспер (Илиноис)
Округ Џаспер (енгл. Jasper County) је округ у америчкој савезној држави Илиноис.

## Демографија
По попису из 2010. године број становника је 9.698, што је 419 (-4,1%) становника мање 2000. године.
| Група             | 2000.          | 2010.         |
| Белци             | 10.003 (98,9%) | 9.517 (98,1%) |
| Афроамериканци    | 8 (0,1%)       | 11 (0,1%)     |
| Азијати           | 19 (0,2%)      | 24 (0,2%)     |
| Хиспаноамериканци | 48 (0,5%)      | 79 (0,8%)     |
| Укупно            | 10.117         | 9.698         |